# Gilberto Flores
Gilberto Ivan Flores Melgarejo (1º aprile 2003) è un calciatore paraguaiano, difensore del FC Cincinnati.

## Carriera

### Club
Flores è cresciuto nel settore giovanile del Libertad, con cui ha debuttato il 3 aprile 2022 nell'incontro di División Profesional vinto 3-2 contro il Guaireña. Nel 2024 è stato ceduto in prestito allo Sportivo Trinidense.

### Nazionale
Nel gennaio del 2023, è stato incluso nella lista dei convocati della nazionale Under-20 per il Campionato sudamericano di calcio Under-20 2023 organizzato in Colombia.
Nel 2024 ha partecipato ai Giochi Olimpici di Parigi.

## Statistiche
Statistiche aggiornate al 28 novembre 2024.

### Presenze e reti nei club
| Stagione        | Squadra             | Campionato      | Campionato | Campionato | Coppe nazionali | Coppe nazionali | Coppe nazionali | Coppe continentali | Coppe continentali | Coppe continentali | Altre coppe | Altre coppe | Altre coppe | Totale | Totale | Totale |
| Stagione        | Squadra             | Comp            | Pres       | Reti       | Comp            | Pres            | Reti            | Comp               | Pres               | Reti               | Comp        | Pres        | Reti        | Pres   | Reti   |        |
| --------------- | ------------------- | --------------- | ---------- | ---------- | --------------- | --------------- | --------------- | ------------------ | ------------------ | ------------------ | ----------- | ----------- | ----------- | ------ | ------ | ------ |
| 2022            | Libertad            | PD              | 4          | 0          |                 | -               | -               | CL                 | 3                  | 0                  |             | -           | -           | 7      | 0      |        |
| 2023            | Libertad            | PD              | 3          | 0          | CP              | 2               | 0               | CL+CS              | 0                  | 0                  |             | -           | -           | 5      | 0      |        |
| 2024            | Sportivo Trinidense | PD              | 25         | 0          |                 | -               | -               | CL+CS              | 4+4                | 1+0                |             | -           | -           | 33     | 1      |        |
| Totale carriera | Totale carriera     | Totale carriera | 32         | 0          |                 | 2               | 0               |                    | 11                 | 1                  |             | -           | -           | 45     | 1      |        |

## Palmarès

### Club

#### Competizioni nazionali
- División Profesional: 3

Libertad: 2022 (A), 2023 (A), 2023 (C)
- Copa Paraguay: 1

Libertad: 2023